# 薩克森的瑪麗亞·約瑟法 (1731年—1767年)
萨克森的玛丽·约瑟芬（法語：Marie-Josèphe de Saxe，1731年11月4日—1767年3月13日）萨克森女公爵、法国王太子妃。
15岁的时，玛丽·约瑟芬与法国国王路易十五的儿子太子路易结婚，成为法国王太子妃，是他的第二任妻子。路易未能继承王位即逝世，玛丽·约瑟芬在两年后逝世。玛丽·约瑟芬是三位法国国王的母亲：法国大革命时丧命于断头台的路易十六、路易十八和查理十世。她最小的女儿伊丽莎白公主也在法国大革命时被砍头。